# Адам фон Пуххайм
Адам фон Пуххайм (на немски: Adam, Herr von Puchheim zu Raabs; * 1546; † 5 октомври 1608) е австрийски благородник от стария рицарски род Пуххайм, господар на Пуххайм в Горна Австрия и на Рабс в Долна Австрия.

## Произход и наследство
Той е вторият син на Андреас фон Пуххайм († 1558), фрайхер на Рабс и Крумбах в Долна Австрия, и съпругата му Пракседис фон Еберщайн (1514 – 1569), дъщеря на граф Бернхард III фон Еберщайн (1459 – 1526) и Кунигунда фон Валдбург-Зоненберг (1482 – 1538). Внук е на фрайхер Георг IV фон Пуххайм-Крумбах († 1531) и Сабина Поликсена фон Волкенщайн-Роденег († 1494), дъщеря на Йохан фон Волкенщайн-Роденег († 1494) и Гертруд де Монтани. Брат е на фрайхер Николаус фон Пуххайм († 1591).
Родът фон Пуххайм получава през 1551 г. крепостта замък Пуххайм, който изгаря през 1585 г. и на неговото място се построява четирикрилен дворец в стил Ренесанс. Фамилията притежава от 1378 до 1701 г. замък Рабс и през 1548 – 1571 г. дворец Крумбах в Долна Австрия.
- Замък Пуххайм (1674)
- Дворец Пуххайм
- Замък Рабс

## Фамилия
Адам фон Пуххайм се жени за фрайин Анна фон Танхаузен, дъщеря на Кристоф фон Танхаузен († 1565) и Клара фон Рогендорф (1537 – 1582). Те имат две дъщери и един син:
- Елизабет фон Пуххайм († 1630), омъжена на 10 февруари 1603 г. в Кремс за фрайхер Георг Тойфел фон Гундерсдорф († 20 февруари 1642, Виена)
- Андреас фон Пуххайм (* ок. 1577; † пр. 26 май 1621), фрайхер на Пуххайм, женен на 15 ноември 1604 г. в Знайм, Южна Моравия, за Магдалена фон Врбна и Фройдентал († пр. 1610); имат една дъщеря
- Клара фон Пуххайм (* 13 март 1579; † 5 октомври 1618), омъжена на 15 януари 1601 г. в дворец Грайленщайн за фрайхер Ханс Якоб фон Куефщайн (* 25 юни 1577; † 31 август 1633)